# Harald Christensen (tävlingscyklist)
Harald Christensen, född 9 april 1907 i Kolding, död 27 november 1994 i Köpenhamn, var en dansk tävlingscyklist.
Christensen blev olympisk bronsmedaljör i tandem vid sommarspelen 1932 i Los Angeles.